# Tomaž Nose
Tomaž Nose, slovenski kolesar, * 21. april 1982, Novo mesto.
Nose se je s kolesarstvom začel ukvarjati v novomeškem klubu. Oktobra leta 2004 je podpisal prvo profesionalno pogodbo z moštvom Phonak. Po poškodbi kolena se je leta 2006 vrnil v Adrio Mobil. Na Dirki po Sloveniji je zmagal v letih 2006 in 2007, vendar mu je bila zmaga leta 2006 zaradi dopinga pozneje odvzeta. Na testih so v njegovem urinu našli sledi testosterona, najstrožje prepovedane substance razreda S1, zaradi česar je prejel enoletno prepoved tekmovanja.
Največji uspehi:
| Uvrstitev | Vrsta dirke                      | Sezona | Prizorišče          | Država    |
| --------- | -------------------------------- | ------ | ------------------- | --------- |
| 1. mesto  | Dirka Po Sloveniji               | 2007   |                     | Slovenija |
| 1. mesto  | GP Tell                          | 2004   |                     | Švica     |
| 1. mesto  | Giro della Valle d'Aosta         | 2004   |                     | Italija   |
| 1. mesto  | 3. etapa Dirke po Sloveniji      | 2006   | Nova Gorica - Vršič | Slovenija |
| 2. mesto  | Državno prvenstvo v cestni dirki | 2006   | Gabrje              | Slovenija |